# The Raveonettes
The Raveonettes is een Deense rockband, bestaande uit zanger/gitarist Sune Rose Wagner en zangeres/bassist Sharin Foo. Hun muziek wordt gekaraktiseerd als noise pop met invloeden van onder andere The Velvet Underground en The Jesus and Mary Chain. In 2003 verscheen hun debuutalbum Chain Gang of Love. Daarna volgden Pretty in Black (2005) en Lust Lust Lust in 2007.

## Biografie
Het Deense duo begon de band naar eigen zeggen vanwege 'de erbarmelijke staat van hun vaderlandse muziek'. Sune Rose Wagner probeerde in de jaren 90 muzikaal succes te scoren in de Verenigde Staten. Dat lukte hem niet, waarop hij terugkeerde naar Denemarken en Sharin Foo ontmoette, die in lokale clubs zong. In 1998 begon het duo The Raveonettes. Wagner: “We woonden beiden in Kopenhagen en luisterden dezelfde muziek, waardoor we elkaar eigenlijk niet konden ontlopen. We kenden elkaar door vrienden en doordat we dezelfde soort muziek wilden maken.” Eind 2001 begon The Raveonettes in de Once Was & Sauna Recording Studio's in Kopenhagen aan de opnamen van een debuutalbum. Bij het schrijven van nummers hield het duo zich aan enkele regels: ze ontstonden in bes-mineur, bestonden uit drie akkoorden en mochten niet langer dan drie minuten duren.
Er werd begonnen met het produceren van een ep. De nummers hiervan werden op een viersporenrecorder en met een drumcomputer opgenomen. De ep Whip It On verscheen in de zomer van 2002. In juli begon de band aan een Amerikaanse concertreeks. Het duo, dat tijdens live-optredens vergezeld werd door gitarist Manoj Ramdas en (jazz-)drummer Jakob Hoyer, werd in New York ontdekt door producer Richard Gottehrer, die zich aanbood om hun debuutalbum te produceren. De band verhuisde naar New York en eind 2002 verkreeg The Raveonettes een contract bij Columbia Records, waarmee het werk kon beginnen aan het album. In september 2003 verscheen The Chain Gang of Love, met de debuutsingle That Great Love Sound. In 2004 begon de band met het werk aan nieuw materiaal. Wagner besloot de regels van het debuutalbum niet meer te gebruiken. Het tweede album werd Pretty in Black en verscheen in 2005. Twee jaar later volgde de uitgave van het derde studioalbum, Lust Lust Lust.
Het jaar 2009 werd besteed aan het opnemen van een vierde studioalbum. In juni werden er enkele demo's van nummers op het internet geplaatst, waarop feedback werd gevraagd aan fans. In oktober verscheen het album, genaamd In and Out of Control. De uitgave werd gevolgd door een Amerikaanse toer in oktober en november.

## Discografie

### Studioalbums
- Chain Gang of Love (2003)
- Pretty in Black (2005)
- Lust Lust Lust (2007)
- In and Out of Control (2009)
- Raven in the Grave (2011)
- Observator (2012)
- Pe'ahi (2014)
- 2016 Atomized (2017)

### Singles
- Attack of the Ghostriders (2002)
- Beat City / Experiment In Black (2003) 7-inch
- Heartbreak Stroll (2003)
- That Great Love Sound (2003)
- Ode to LA (2005) 10-inch
- Love in a Trashcan (2005)
- Aly, Walk with Me (2008)
- Blush (2008)
- You Want the Candy (2008)